# Les Fonts d'Aiòder
Les Fonts d'Aiòder o Fontes (en castellà i oficialment, Fuentes de Ayódar) és un municipi del País Valencià que es troba a la comarca de l'Alt Millars.

## Geografia
Està enclavat als contraforts septentrionals del Parc natural de la Serra d'Espadà. Limita amb Cirat, Torralba, Aiòder, Espadella i Torre-xiva.
El nucli urbà s'assenta de manera escalonada al costat de la rambla d'Aiòder i es troba a una altura de 505 metres. Gran part del seu terme es troba poblat de grans extensions de bosc on les espècies predominants són els pins, sureres i alzines. Així, 694 hectàrees del terme municipal estan ocupades per extensions boscoses i 306 per superfícies de cultius, prats i pastures.

## Història
És un dels quatre pobles que formen la Baronia d'Aiòder; va pertànyer inicialment al rei moro de València Zayd Abu Zayd. Després de l'expulsió dels moriscs el 1609, es va repoblar amb famílies de Godella decretant-se la carta de poblament el 17 de setembre del 1611, sent el senyor de la baronia En Cristòfol Funes.

## Demografia
| 1990 | 1992 | 1994 | 1996 | 1998 | 2000 | 2002 | 2004 | 2006 | 2008 | 2010 |
| ---- | ---- | ---- | ---- | ---- | ---- | ---- | ---- | ---- | ---- | ---- |
| 86   | 80   | 86   | 98   | 105  | 110  | 105  | 95   | 100  | 112  | 142  |

## Economia
L'agricultura era important antany, però hui dia té un paper clarament secundari, encara que el seu percentatge encara és relativament important. La major part de la població activa —el 40,9%— es dedica actualment al sector servicis, impulsat fonamentalment pel turisme rural.

## Monuments
- Església de Sant Roc. Construïda entre els segles XVII i XVIII, és una església de nau única amb capelles laterals entre contraforts, volta de canó amb arcs en l'interior i coberta a dues aigües a l'exterior, amb tester pla. Disposa de cor a l'entrada de l'església. D'estil barroc desornamentat, durant la Guerra civil espanyola, va sofrir alguns atacs que van destruir algunes parts, com els altars laterals.

## Llocs d'interés

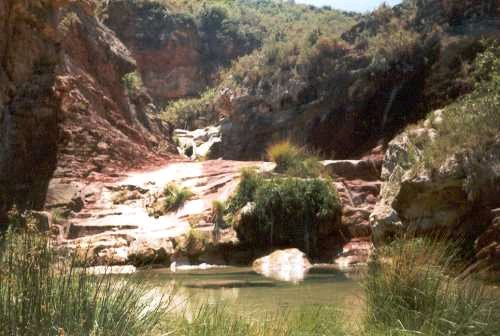
Rio Chico

- Rio Chico. El riu suposa un recurs aprofitable durant tot l'any, ja que presenta un cabal més o menys estable. A més, és un important atractiu turístic, ja que a l'estiu és un lloc ideal per a prendre el bany.

- Llentiscle monumental de la Masadica. L'edat estimada de l'exemplar és de 200 anys. Posseïx una altura de 3,50 m i el diàmetre de la copa és el següent: nord-sud: 10 m i est-oest: 5 m. L'arbre està catalogat com a notable i singular i és un autèntic monument natural. Es tracta del llentiscle de majors dimensions del País Valencià.

- Coves: de Juan Lentejas, de Peñalta, Largas, de Zailes, de Caminejos, de l'Al-morzar, de Sabartes, del Morrón...

## Festes i celebracions
- Sant Antoni. Se celebra el 17 de gener.
- Sant Blai. Se celebra el 3 de febrer.
- Santa Àgueda. Se celebra el 5 de febrer amb ball de disfresses.
- Festes patronals. En honor de Sant Roc i a la Mare de Déu de l'Assumpció al voltant del 16 d'agost.